# Jan Siemiński
Jan Siemiński (ur. 1952 w Malborku) – polski artysta fotograf, uhonorowany tytułami Artiste FIAP (AFIAP), a także QPSA i PPSA przyznanymi przez Photographic Society of America. Członek rzeczywisty i Artysta Fotoklubu Rzeczypospolitej Polskiej Stowarzyszenia Twórców (AFRP).

## Życiorys
Jan Siemiński mieszka, pracuje i tworzy w Gdańsku. Wiele jego fotografii powstało w Norwegii, Islandii, Irlandii, Słowenii, Holandii, Francji, Szwecji, we Włoszech, Czechach, Niemczech.
W 2021 roku został przyjęty w poczet członków rzeczywistych Fotoklubu Rzeczypospolitej Polskiej Stowarzyszenia Twórców.
Jan Siemiński wielokrotnie publikował swoje fotografie między innymi w specjalistycznej prasie fotograficznej – w magazynach „The Times”, „Digital Camera”, „N Photo”, „Reponses Photo”, „Digital Photographer”, „Poznaj Świat”, „Foto Kurier”. Jest autorem wielu wystaw fotograficznych. Brał aktywny udział w Międzynarodowych Salonach Fotograficznych, organizowanych m.in. pod patronatem Międzynarodowej Federacji Sztuki Fotograficznej (FIAP), oraz Photographic Society of America (PSA), zdobywając wiele akceptacji, medali, nagród, wyróżnień, dyplomów.
Jest jurorem konkursów fotograficznych.
Pokłosiem udziału w Międzynarodowych Salonach Fotograficznych (pod patronatem FIAP) było przyznanie mu (w 2022 roku) tytułu honorowego Artiste FIAP (AFIAP) przez Międzynarodową Federację Sztuki Fotograficznej oraz tytułów QPSA i PPSA w Photographic Society of America.